# Касерес, Мартин
Хосе́ Марти́н Ка́серес Си́льва (исп. José Martín Cáceres Silva; 7 апреля 1987, Монтевидео) — уругвайский футболист, защитник клуба «Либертад» и национальной сборной Уругвая.

## Биография

### Клубная карьера
В феврале 2007 года перешёл из уругвайского «Дефенсор Спортинга» в «Вильярреал», однако за этот клуб в чемпионате Испании не играл. Свой дебютный сезон в испанской Примере провёл на высоком уровне, находясь в аренде в клубе «Рекреативо» из Уэльвы. Своей игрой Касерес привлёк к себе внимание скаутов «Челси», мадридского «Реала» и других топ-клубов Европы.

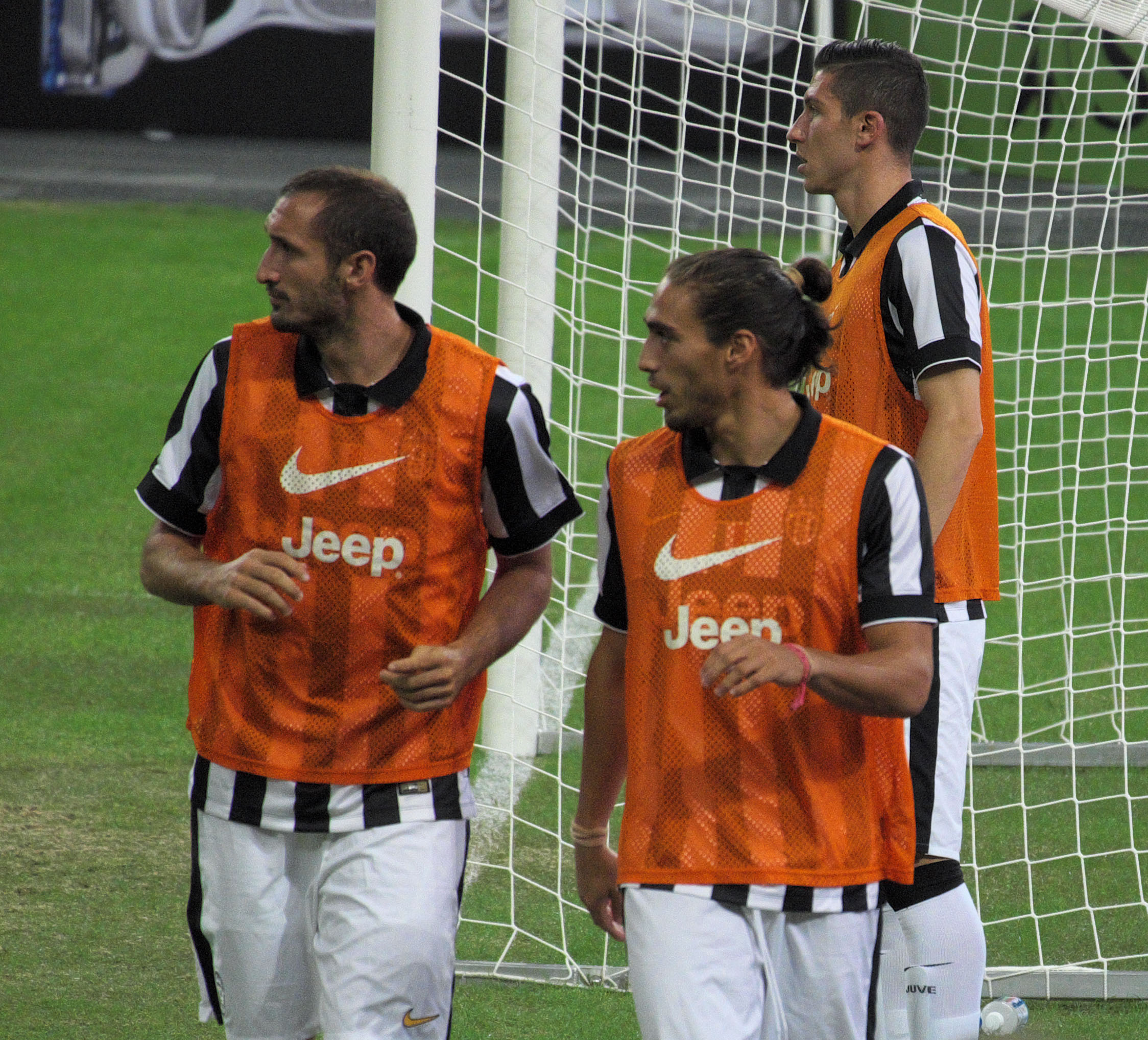
Мартин в составе «Ювентуса» на предсезонном турне в Сингапуре

4 июня 2008 года Касерес подписал контракт с «Барселоной» на четыре года. Его трансфер из «Вильярреала» обошёлся каталонскому клубу в €16,5 млн, сумма выкупа контракта составила €50 млн.
6 августа 2009 года каталонская «Барселона» и туринский «Ювентус» договорились об аренде молодого уругвайского дарования на один год с последующим правом выкупа за €11 млн плюс €1 млн бонусов, которым «Ювентус» не воспользовался, посчитав сумму завышенной.
30 августа 2010 года Касерес присоединился к «Севилье» на правах аренды с опцией последующего выкупа по окончании сезона.
31 мая 2011 года «Севилья» согласовала с «Барселоной» сделку о подписании Касереса на постоянной основе.
24 января 2012 года «Севилья» после долгих переговоров согласилась отдать уругвайца в аренду в туринский «Ювентус» за €1,5 млн с правом первоочередного выкупа его контракта за €8 млн по окончании сезона. Большое влияние на согласие руководителей испанского клуба оказало желание самого футболиста выступать за туринский клуб, где он ранее уже играл.
Зимой 2014 года Касересом начали интересоваться «Рома» и «Наполи».
Осенью 2015 года, находясь в состоянии алкогольного опьянения, попал в аварию на своей Ferrari, не вписавшись в поворот и врезавшись в безлюдную автобусную остановку. Зимой 2016 года вновь вышел на поле. Однако, в скором времени, получил тяжёлую травму — разрыв ахиллова сухожилия и выбыл из строя до конца сезона. Летом 2016 года стал свободным агентом, но не нашёл себе новый клуб к моменту закрытия трансферного окна.
В феврале 2017 года Касерес успешно прошёл медосмотр в «Милане», однако стороны не смогли согласовать условия личного контракта, в частности пункта о зарплате.
16 февраля 2017 года Касерес подписал краткосрочный контракт с клубом английской Премьер-лиги «Саутгемптон» до конца сезона. В мае покинул клуб в связи с окончанием контракта, сыграв всего в одном матче.
4 августа 2017 года на правах свободного агента Касерес стал футболистом «Вероны». Соглашение было рассчитано до 30 июня 2018 года.
8 января 2018 года Касерес перешёл в «Лацио». С новой командой он подписал годичный контракт с возможностью продления ещё на год.
29 января 2019 года Касерес в очередной раз в карьере стал футболистом «Ювентуса». Срок арендного соглашения был рассчитан до 30 июня 2019 года, сумма трансфера составила €600 тыс. По окончании сезона 2018/19 он покинул «бьянконери».
30 августа 2019 года Касерес перешёл по свободному трансферу в «Фиорентину», подписав с «фиалками» однолетний контракт с опцией продления на второй сезон.
31 августа 2021 года Касерес заключил однолетний контракт с «Кальяри».
30 января 2022 года Касерес перешёл в «Леванте», подписав контракт до конца сезона с опцией продления ещё на один сезон.
24 августа 2022 года Касерес на правах свободного агента присоединился к клубу MLS «Лос-Анджелес Гэлакси», подписав контракт на оставшуюся часть сезона 2022 с опцией продления на сезон 2023. В высшей лиге США дебютировал 4 сентября 2022 года в матче против «Спортинга Канзас-Сити», выйдя на замену в конце второго тайма. По окончании сезона 2022 «Лос-Анджелес Гэлакси» активировал опцию продления контракта Касереса. 14 мая 2023 года в матче против «Сан-Хосе Эртквейкс», так называемом «Калифорнийском класико», он забил свой первый гол за «Гэлакси». 21 июня 2023 года в матче против «Спортинга Канзас-Сити» получил отрывной перелом левого колена. Был частью команды, выигравшей Кубок MLS 2024, хотя и пропустил вторую половину сезона из-за травмы ахиллова сухожилия. По окончании чемпионского сезона «Лос-Анджелес Гэлакси» отклонил опцию продления контракта с Касересом.
11 февраля 2025 года Касерес присоединился к парагвайскому клубу «Либертад», подписав контракт сроком до конца года.

### Карьера в сборной
Был включён в состав сборной на чемпионат мира 2022.

## Достижения
«Барселона»
- Чемпион Испании: 2008/09
- Обладатель Кубка Испании: 2008/09
- Победитель Лиги чемпионов УЕФА: 2008/09
- Итого: 3 трофеев

«Ювентус»
- Чемпион Италии (6): 2011/12, 2012/13, 2013/14, 2014/15, 2015/16, 2018/19
- Обладатель Кубка Италии (2): 2014/15, 2015/16
- Обладатель Суперкубка Италии (3): 2012, 2013, 2015
- Финалист Лиги чемпионов УЕФА: 2014/15
- Итого: 11 трофеев

«Лос-Анджелес Гэлакси»
- Чемпион MLS (обладатель Кубка MLS): 2024
- Итого: 1 трофей

Уругвай
- Обладатель Кубка Америки: 2011

## Статистика выступлений
(откорректировано по состоянию на конец сезона 2017/18)
| Клуб              | Сезон            | Лига | Лига | Кубки | Кубки | Еврокубки | Еврокубки | Прочие | Прочие | Итого | Итого |
| Клуб              | Сезон            | Игры | Голы | Игры  | Голы  | Игры      | Голы      | Игры   | Голы   | Игры  | Голы  |
| ----------------- | ---------------- | ---- | ---- | ----- | ----- | --------- | --------- | ------ | ------ | ----- | ----- |
| Дефенсор Спортинг | 2005/06          | 2    | 0    | 0     | 0     | 0         | 0         | -      | -      | 2     | 0     |
| Дефенсор Спортинг | 2006/07          | 24   | 4    | 0     | 0     | 0         | 0         | -      | -      | 24    | 4     |
| Дефенсор Спортинг | Итого            | 26   | 4    | 0     | 0     | 0         | 0         | -      | -      | 26    | 4     |
| Вильярреал        | 2007/08          | 0    | 0    | 0     | 0     | 0         | 0         | -      | -      | 0     | 0     |
| Вильярреал        | Итого            | 0    | 0    | 0     | 0     | 0         | 0         | -      | -      | 0     | 0     |
| Рекреативо        | → 2007/08        | 34   | 2    | 2     | 1     | -         | -         | -      | -      | 36    | 2     |
| Рекреативо        | Итого            | 34   | 2    | 2     | 1     | -         | -         | -      | -      | 36    | 2     |
| Барселона         | 2008/09          | 14   | 0    | 7     | 0     | 3         | 0         | -      | -      | 24    | 0     |
| Барселона         | Итого            | 14   | 0    | 7     | 0     | 3         | 0         | -      | -      | 24    | 0     |
| Севилья           | 2010/11          | 25   | 1    | 5     | 0     | 7         | 0         | -      | -      | 37    | 1     |
| Севилья           | 2011/12          | 14   | 1    | 4     | 0     | 0         | 0         | -      | -      | 18    | 1     |
| Севилья           | Итого            | 39   | 2    | 9     | 0     | 7         | 0         | -      | -      | 55    | 2     |
| Ювентус           | → 2009/10        | 15   | 1    | 1     | 0     | 5         | 0         | -      | -      | 21    | 1     |
| Ювентус           | 2011/12          | 11   | 1    | 3     | 2     | -         | -         | -      | -      | 14    | 3     |
| Ювентус           | 2012/13          | 18   | 1    | 2     | 0     | 2         | 0         | 0      | 0      | 22    | 1     |
| Ювентус           | 2013/14          | 17   | 0    | 1     | 1     | 11        | 0         | 1      | 0      | 30    | 1     |
| Ювентус           | 2014/15          | 10   | 1    | 2     | 0     | 2         | 0         | 0      | 0      | 14    | 1     |
| Ювентус           | 2015/16          | 6    | 0    | 2     | 0     | 0         | 0         | 1      | 0      | 9     | 0     |
| Ювентус           | Итого            | 77   | 4    | 8     | 3     | 20        | 0         | 2      | 0      | 110   | 7     |
| Саутгемптон       | 2016/17          | 1    | 0    | 0     | 0     | 0         | 0         | 0      | 0      | 1     | 0     |
| Саутгемптон       | Итого            | 1    | 0    | 0     | 0     | 0         | 0         | 0      | 0      | 1     | 0     |
| Эллас Верона      | 2017/18          | 14   | 3    | 1     | 0     | 0         | 0         | 0      | 0      | 15    | 3     |
| Эллас Верона      | Итого            | 14   | 3    | 1     | 0     | 0         | 0         | 0      | 0      | 15    | 3     |
| Лацио             | 2017/18          | 6    | 1    | 2     | 0     | 2         | 0         | 0      | 0      | 10    | 1     |
| Лацио             | Итого            | 6    | 1    | 2     | 0     | 2         | 0         | 0      | 0      | 10    | 1     |
| Всего за карьеру  | Всего за карьеру | 211  | 16   | 32    | 3     | 32        | 0         | 2      | 0      | 277   | 19    |